# Antonio Cunill Cabanellas
Antonio Cunill Cabanellas (nacido en 1894 en Barcelona, España y fallecido en 1969 en Buenos Aires, Argentina) fue un actor y maestro de actores, que desde 1915 se radicó definitivamente en Argentina y que influyó decisivamente en el teatro argentino. Fue el primer director del Teatro Nacional de la Comedia en el Teatro Cervantes (1935-1941). El departamento de Artes Dramáticas de la Universidad Nacional de las Artes (UNA), lleva el nombre "Antonio Cunill Cabanellas" en su honor.

## Biografía
En 1933 el gobierno nacional argentino decidió crear un Teatro Nacional de la Comedia, eligiendo el Teatro Cervantes para su ubicación. En 1935 se puso en marcha y Antonio Cunill Cabanellas fue designado director del Teatro. La primera obra se puso en escena el 24 de abril de 1936, y se trató de Locos de verano de Gregorio de Laferrère.
Para Cunill Cabanellas resultaba esencial un alto nivel en las puestas en escena de las obras. Para ello buscó por un lado crear equipos de calidad para la realización de las escenografías, vestuarios, luces, etc, y por el otro mejorar la capacitación de los actores. Esto último fue lo que destacó la obra de Cunill fue la creación del Instituto Nacional de Estudios de Teatro. También prestó especial atención a la promoción y difusión de obras de dramaturgos argentinos.
Creó un Museo de Teatro en el Cervantes, así como un Archivo Teatral y una biblioteca especializada. En 1941 renunció a su cargo, aparentemente enfrentado con Gustavo Martínez Zuviría, presidente de la Comisión Nacional de Cultura, que pretendía controlar los aspectos morales e ideológicos de las obras teatrales.
A mediados de la década del 50 fue contratado para dirigir el Teatro General San Martín de la ciudad de Buenos Aires. Una década después, bajo su gestión, comenzó a construirse el actual edificio con el objetivo de transformarlo en un centro de actividades culturales, centradas siempre en el teatro de drama. Una de las salas de dicho Teatro lleva su nombre.

## Su importancia en el teatro argentino
Cunill Cabanellas aportó al teatro argentino la importancia de valorar la puesta en escena y la preparación de los actores. Antes de él los intérpretes aprendían su oficio empíricamente de manera intuitiva, o -algunos de ellos- por tradición familiar. Cunill Cabanellas fue el primero en Argentina en valorar la preparación sistemática y consciente de los actores en escuelas de arte dramático.

## Obras
- El teatro y el estilo del actor